# Englische Frauen-Cricket-Nationalmannschaft in Sri Lanka in der Saison 2010/11
Die Tour der englischen Frauen-Cricket-Nationalmannschaft nach Sri Lanka in der Saison 2010/11 fand vom 13. bis zum 22. November 2010 statt. Die internationale Cricket-Tour war Bestandteil der Internationalen Cricket-Saison 2010/11 und umfasste zwei WODIs und drei WTwenty20s. England gewann die WODI-Serie 1–0 und die WTwenty20-Serie 2–0.

## Vorgeschichte
Für beide Mannschaften war es die erste Tour der Saison. Das letzte Aufeinandertreffen der beiden Mannschaften bei einer Tour fand in der Saison 2005/06 in Sri Lanka statt.

## Stadien
Das folgende Stadion wurde für die Tour als Austragungsort vorgesehen.
| Stadt   | Stadion                                 | Kapazität | Spiele                |
| ------- | --------------------------------------- | --------- | --------------------- |
| Colombo | Nondescripts Cricket Club Ground (NCC)  | 2.000     | 1. WODI; 1. – 3. WT20 |
| Colombo | Paikiasothy Saravanamuttu Stadium (PSS) | 15.000    | 2. WODI               |

## Kaderlisten
Indien benannte seinen Kader am 5. März 2012.
| WODI | WODI | WTwenty20 | WTwenty20 |
| Sri Lanka | England | Sri Lanka | England |
| --- | --- | --- | --- |
| - Shashikala Siriwardene (K) - Chamari Athapaththu - Suwini de Alwis - Dharshani Dharmasiri - Sandamali Dolawatte - Inoka Galagedara - Eshani Lokusuriyage - Dilani Manodara (wk) - Chamari Polgampola - Deepika Rasangika - Sharina Ravikumar - Chamani Seneviratna - Sripali Weerakkody | - Charlotte Edwards (K) - Lydia Greenway - Lauren Griffiths (wk) - Isa Guha - Jenny Gunn - Danielle Hazell - Heather Knight - Laura Marsh - Anya Shrubsole - Claire Taylor - Fran Wilson - Danni Wyatt | - Shashikala Siriwardene (K) - Chamari Athapaththu - Sandamali Dolawatte - Rangika Fernando - Inoka Galagedara - Eshani Lokusuriyage - Dilani Manodara (wk) - Chamari Polgampola - Udeshika Prabodhani - Deepika Rasangika - Sharina Ravikumar - Chamani Seneviratna - Sripali Weerakkody | - Charlotte Edwards (K) - Jenny Gunn (VK) - Lydia Greenway - Isa Guha - Danielle Hazell - Heather Knight - Laura Marsh - Beth MacGregor - Susie Rowe - Claire Taylor (wk) - Fran Wilson - Danni Wyatt |

## Women’s One-Day Internationals

### Erstes WODI in Colombo
| 12. März Scorecard | Colombo (NCC) | England 192 (49.4)         | – | Sri Lanka 187-9 (50) |
|                    |               | England gewinnt mit 5 Runs |   |                      |

Sri Lanka gewann den Münzwurf und entschied sich als Feldmannschaft zu beginnen. Als Spielerin des Spiels wurde Claire Taylor ausgezeichnet.

### Zweites WODI in Colombo
| 14. März Scorecard | Colombo (PSS) | Sri Lanka 173-8 (38/38) | – | England 30-1 (9.1) |
|                    |               | No Result               |   |                    |

England gewann den Münzwurf und entschied sich als Feldmannschaft zu beginnen. Spiel auf Grund von Regenfällen erst verkürzt und dann abgebrochen.

## Women’s Twenty20 Internationals

### Erstes WTwenty20 in Colombo
| 19. November Scorecard | Colombo (NCC) | Sri Lanka 95-8 (20)           | – | England 99-2 (15.4) |
|                        |               | England gewinnt mit 8 Wickets |   |                     |

Sri Lanka gewann den Münzwurf und entschied sich als Schlagmannschaft zu beginnen. Als Spielerin des Spiels wurde Charlotte Edwards ausgezeichnet.

### Zweites WTwenty20 in Colombo
| 21. November Scorecard | Colombo (NCC) | Sri Lanka      | – | England |
|                        |               | Spiel abgesagt |   |         |

Spiel wurde auf Grund von Regenfällen abgesagt.
| 22. November Scorecard | Colombo (NCC) | England 114 (20)            | – | Sri Lanka 97 (20) |
|                        |               | England gewinnt mit 17 Runs |   |                   |

Sri Lanka gewann den Münzwurf und entschied sich als Feldmannschaft zu beginnen. Als Spielerin des Spiels wurde Laura Marsh ausgezeichnet.

### Drittes WTwenty20 in Colombo
| 22. November Scorecard | Colombo (NCC) | England 160-5 (20)          | – | Sri Lanka 71 (18.3) |
|                        |               | England gewinnt mit 17 Runs |   |                     |

Sri Lanka gewann den Münzwurf und entschied sich als Feldmannschaft zu beginnen. Als Spielerin des Spiels wurde Jenny Gunn ausgezeichnet.